# NGC 3688
NGC 3688 é uma galáxia espiral (Sb) localizada na direcção da constelação de Crater. Possui uma declinação de -09° 09' 54" e uma ascensão recta de 11 horas, 27 minutos e 44,4 segundos.
A galáxia NGC 3688 foi descoberta em 1880 por -.